# Голубковское
Голубковское — село в Алапаевском районе Свердловской области России, входящее в муниципальное образование Алапаевское. Центр Голубковского территориального управления.

## Географическое положение
Голубковское располагается в холмистой, переменно-лесистой местности к востоку от горной цепи Среднего Урала, на левом берегу реки Ницы, в устье её левого притока — реки Пойки. Село находится к северо-востоку от Екатеринбурга, в 190 километрах на восток от Нижнего Тагила, в 50 километрах (по дорогам в 62 километрах) к востоку-северо-востоку от города Алапаевска. Возле села проходит автодорога регионального значения 65К-0110000 Верхняя Синячиха — Ирбит. «Местность открытая, ровная, но обилие болот в окрестностях, особенно к северу от селения, делал её нездоровою для жителей. Почва земли — „белик“, с тонким слоем чернозёма».

## История села
Село было основано в 1623 году, когда Абросим Яковлевич Голубчиков, Григорий Михайлович Новосёлов и Устин Панкратьевич Зобнин купили эту землю у панчинского татарина Никиты Теплякова за 30 «московских денег».
В начале XX века приход состоял из села Голубковского и 8 деревень (Юдиной в 2 верстах, Буньковой в 3 верстах, Боровой в 5 верстах, Томшиной в 5 верстах, Рудной в 7 вертах, Удинцевой в 10 верстах, Соколовой в 8 верстах и Мокиной в 3 верстах). Общее число жителей прихода в 1902 году было 4025 душ обоего пола. Все они были русскими крестьянами православного исповедания. Главным занятием было земледелие, а подспорьем к нему в зимнее время служил извоз.
В декабре 1966 года был организован совхоз «Голубковский».

## Вознесенская церковь
До 1806 году существовал деревянный храм, малопоместителен, в оконных рамах была вставлена слюда. На месте этого храма теперь находится каменный столбик — памятный знак. В 1806 году был заложен каменный храм. Время освящения его неизвестно; первоначально он был однопрестольный во имя Вознесения Господня. В 1821 году устроен придел с северной стороны храма во имя Архистратига Михаила, а в 1872 году с южной стороны во имя пророка Божия Илии. В 1892 году храм сильно пострадал от пожара, в котором сгорела вся церковная утварь, кроме некоторой части архива и библиотеки. Восстановление продолжалось до 1 июля 1897 года. Из приделов в обновлённом храме был восстановлен один северный в честь Архистратига Михаила. Вследствие нерадения прихожан о причтовых постройках, с октября 1887 года по июнь 1888 года, приход Голубковский был приписан к церкви Невьянской слободы. Дом церковный был один. Церковь была закрыта в 1935 году.
Храм находится на площади в центре села. К храмовому четверику с полуовальным выступом апсиды с запада примыкает двухстолпная трапезная, ещё более обширная за счёт боковых приделов. За ней колокольня, слегка сдвинутая с общей оси; пристройки к её основанию неодинаковы по площади, образуя единый объём. Четверик на уровне трапезной и алтаря расчленён широким поясом-карнизом, отделяющим подобие аттика, который венчается четырёхгранным куполом с люкарнами и главкой, а к барабану приставлены волютки. Апсида обработана пилястрами. Окна в аттике круглые, другие с плоской рамкой с антаблементом и треугольным фронточником, которая на храме уступчивая, а на трапезной вытянутая. Колокольня четырёхгранная, массивная, ярус звона один. Храм являет собой поздний памятник сибирского барокко с элементами классицизма: отличается своеобразием построения отдельных частей и их композиционным сочетанием.
Каменное полуразрушенное здание православного храма Вознесения Господня не восстановлено, но при нём работает одноимённый приход.

## Инфраструктура
В селе Голубковском работают клуб с библиотекой, фельдшерско-акушерский пункт, школа, детский сад, дом-интернат «Невьянский», детский сад, отделение «Почты России», парикмахерская, несколько магазинов, а также историко-этнографический музей и конно-спортивный клуб «Соперник». В селе есть мемориал памяти погибших во Великой Отечественной войне.
До села можно добраться на междугородних и пригородных автобусах из городов Алапаевска, Ирбита и Верхней Синячихи.

## Историко-этнографический музей
Голубковский историко-этнографический музей был открыт в 1986 году. Он создавался усилиями школьников под руководством учителя истории Инишевой Лидии Григорьевны. Первоначально музей располагался в здании старой школы, а с 2005 года располагается в бывшем здании детского сада.
Центральное место в экспозиции музея отведено быту крестьянского общества XIX века. В музее собрана уникальная коллекция деревянной мебели, кухонной утвари, орудий труда, одежды и обуви. В экспозиции «Свадебная горница» представлены свадебные наряды голубковских невест, приданое, которое невесты готовили к свадьбе. В одном из залов музея представлены традиционные женские ремесла: орудия труда для обработки льна и ткачества, а также коллекция полотенец, тканых скатертей, образцов тканей, половиков, филейных скатертей.

## Конный спорт
Конный клуб «Соперник» был организован в 2005 году на базе частного коневодческого хозяйства. В селе регулярно проходят конно-спортивные состязания областного масштаба «Голубковские бега».

## Население
| 2002 | 2010 |
| ---- | ---- |
| 1044 | ↘928 |

В селе родился Герой Советского Союза Степан Григорьевич Устинов.